# Trichoplus aepytus
Trichoplus aepytus är en skalbaggsart som beskrevs av Hermann Julius Kolbe 1907. Trichoplus aepytus ingår i släktet Trichoplus och familjen Cetoniidae. Inga underarter finns listade i Catalogue of Life.